# Arepa

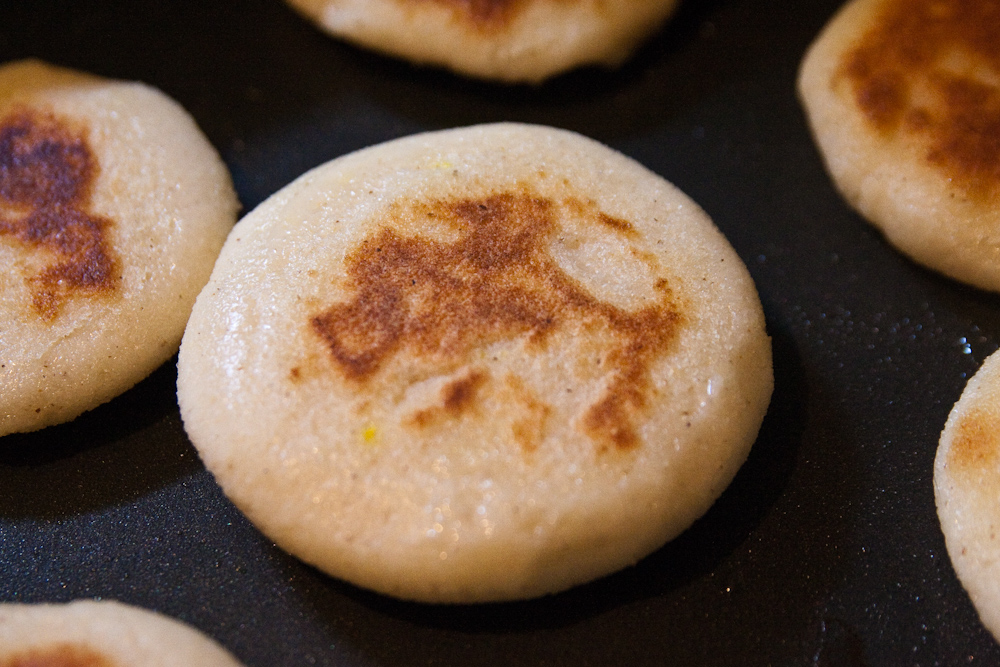
Bánh Arepa nướng

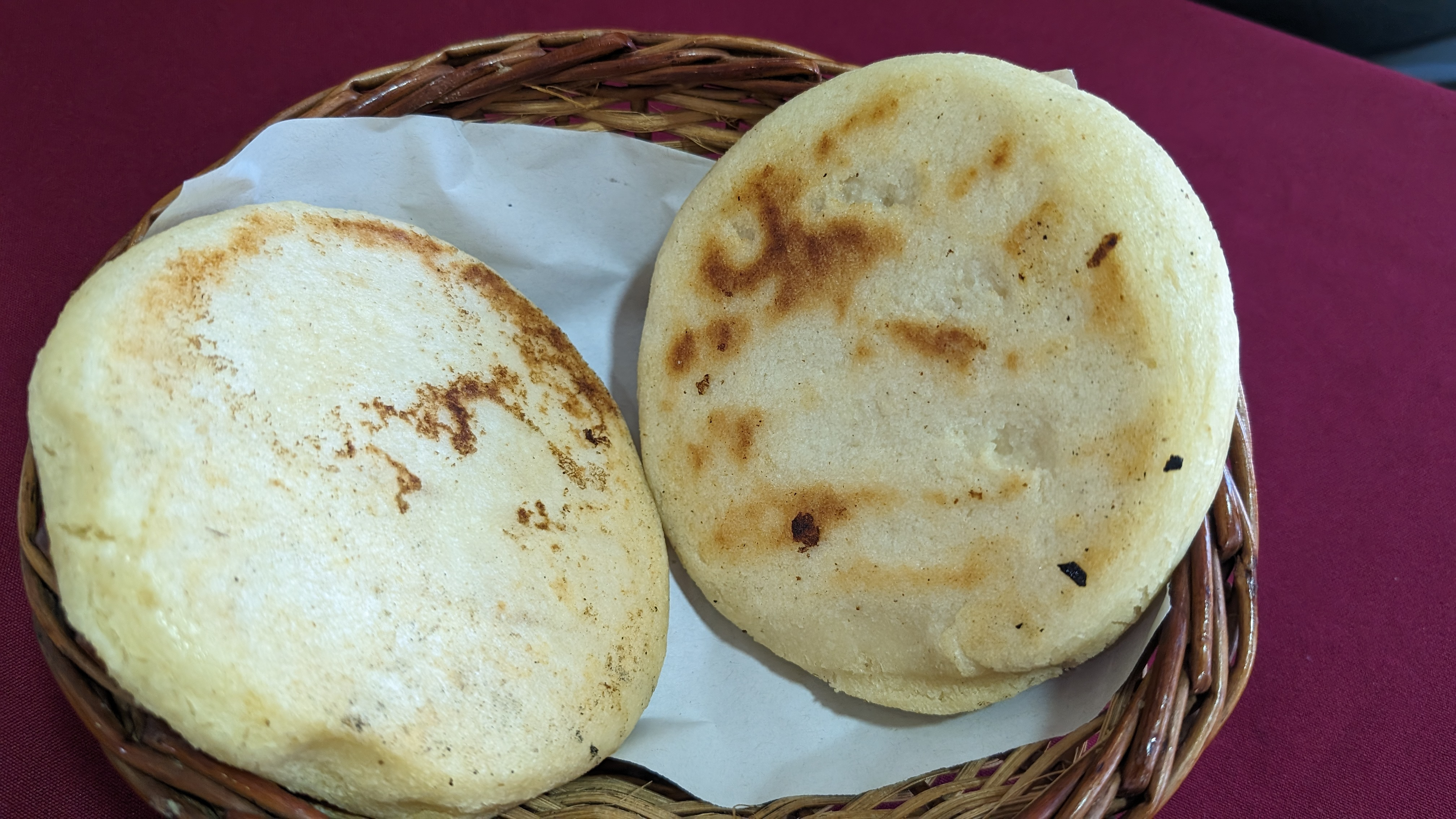
Arepas từ Venezuela

Arepa là một món ăn làm từ bột ngô xay, có nguồn gốc từ khu vực phía bắc Nam Mỹ vào thời tiền Colombia. Arepa là món bánh ngô quen thuộc trong bữa ăn hàng ngày của người dân Venezuela và cũng là loại bánh truyền thống tiêu biểu cho nền ẩm thực Colombia. Bánh được làm từ bột ngô vàng óng ánh và nướng trên bếp lửa tạo thành những chiếc bánh có lớp vỏ thơm ngon, tròn đầy và nóng hổi. Bánh Arepa được làm từ bột ngô và nướng vỉ trên bếp lửa (ở Colombia) hoặc chiên sơ và nướng lò (ở Venezuela).
Bánh có thể để ăn không nhưng thường được nhồi thêm phần nhân thịt nguội, phô mai, salad thịt gà, bơ, đậu và sốt để tăng hương vị, nó có thể được phục vụ với các món ăn kèm như pho mát, cuajada (pho mát tươi), các loại thịt khác nhau, thịt gà, bơ, hoặc diablito (giăm bông nghiền). Nó cũng có thể được tách ra để làm bánh mì, được ăn kèm cùng bơ, phô mai, trứng, sữa đặc, xúc xích rán. Kích cỡ, loại ngô và các thành phần bổ sung khác nhau khi chuẩn bị.